# 大圣乔治堂
大圣乔治堂（San Giorgio Maggiore）是一座古老的教堂，位于意大利那不勒斯市中心，老维卡利亚街（Via vicaria Vecchia）和主教座堂街（Via Duomo）的拐角处。教堂的后殿位于彭迪诺圣塞维鲁堂（San Severo al Pendino）的街对面。

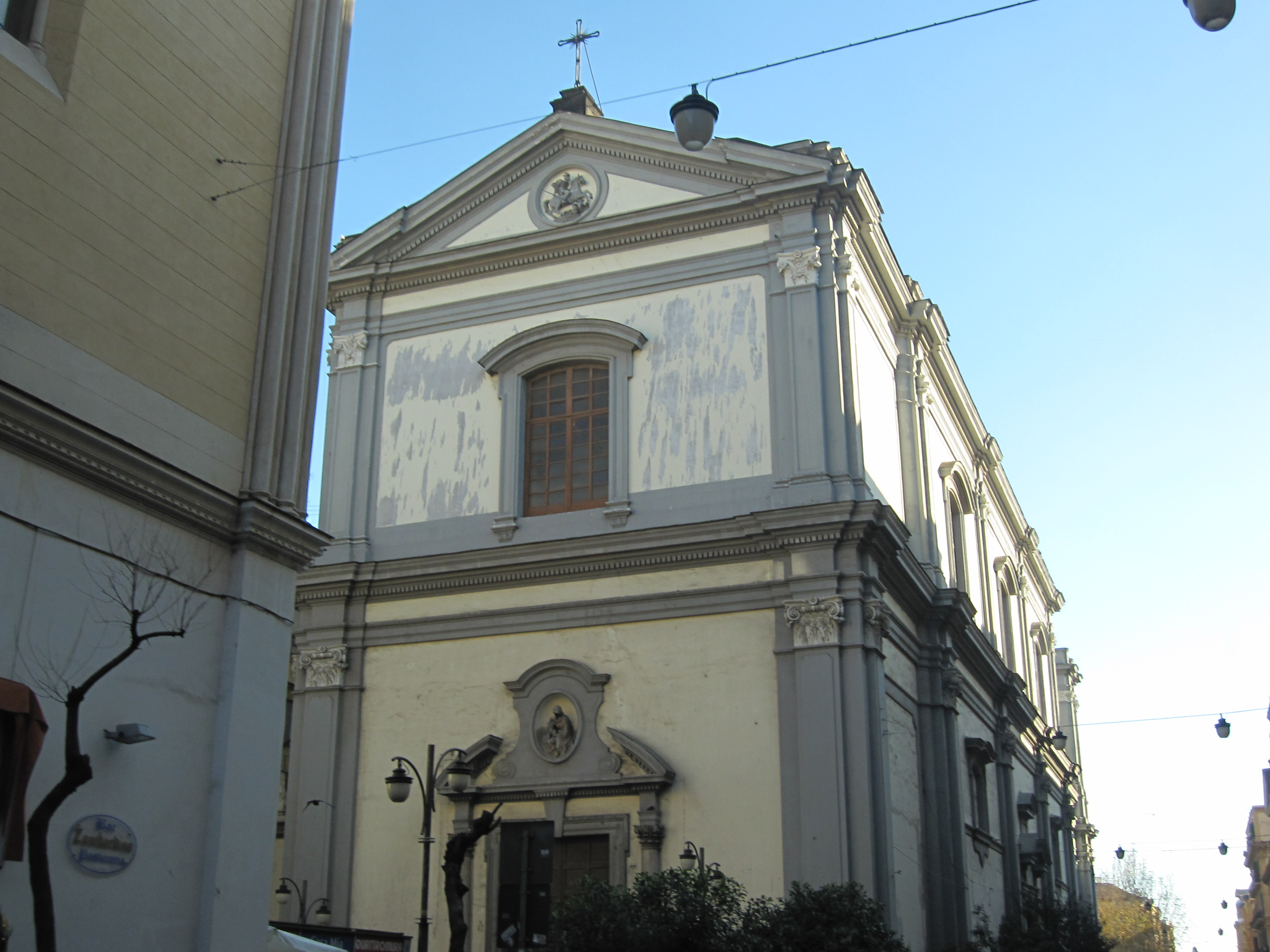
立面

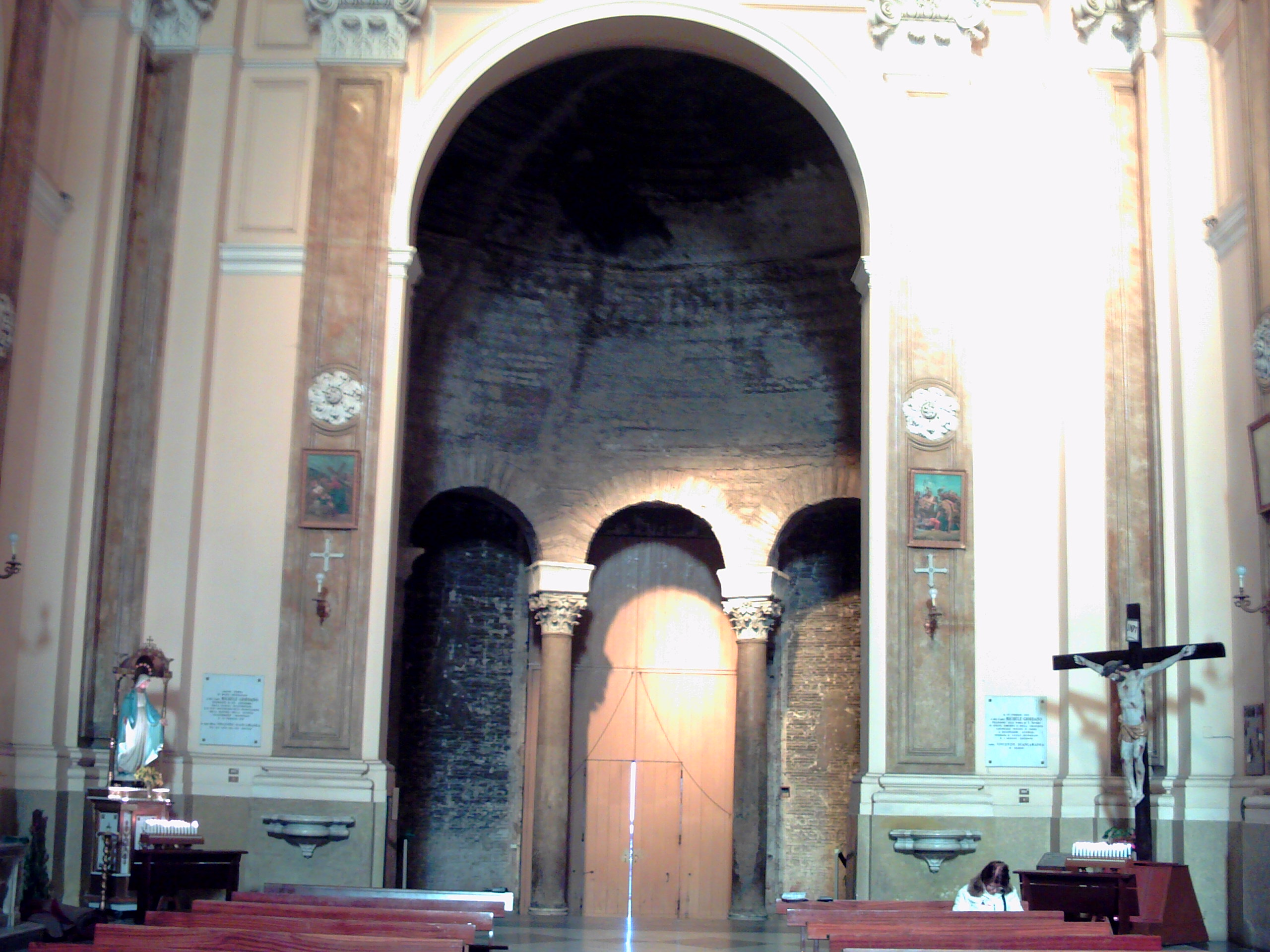
古教堂的后殿，今日的教堂入口

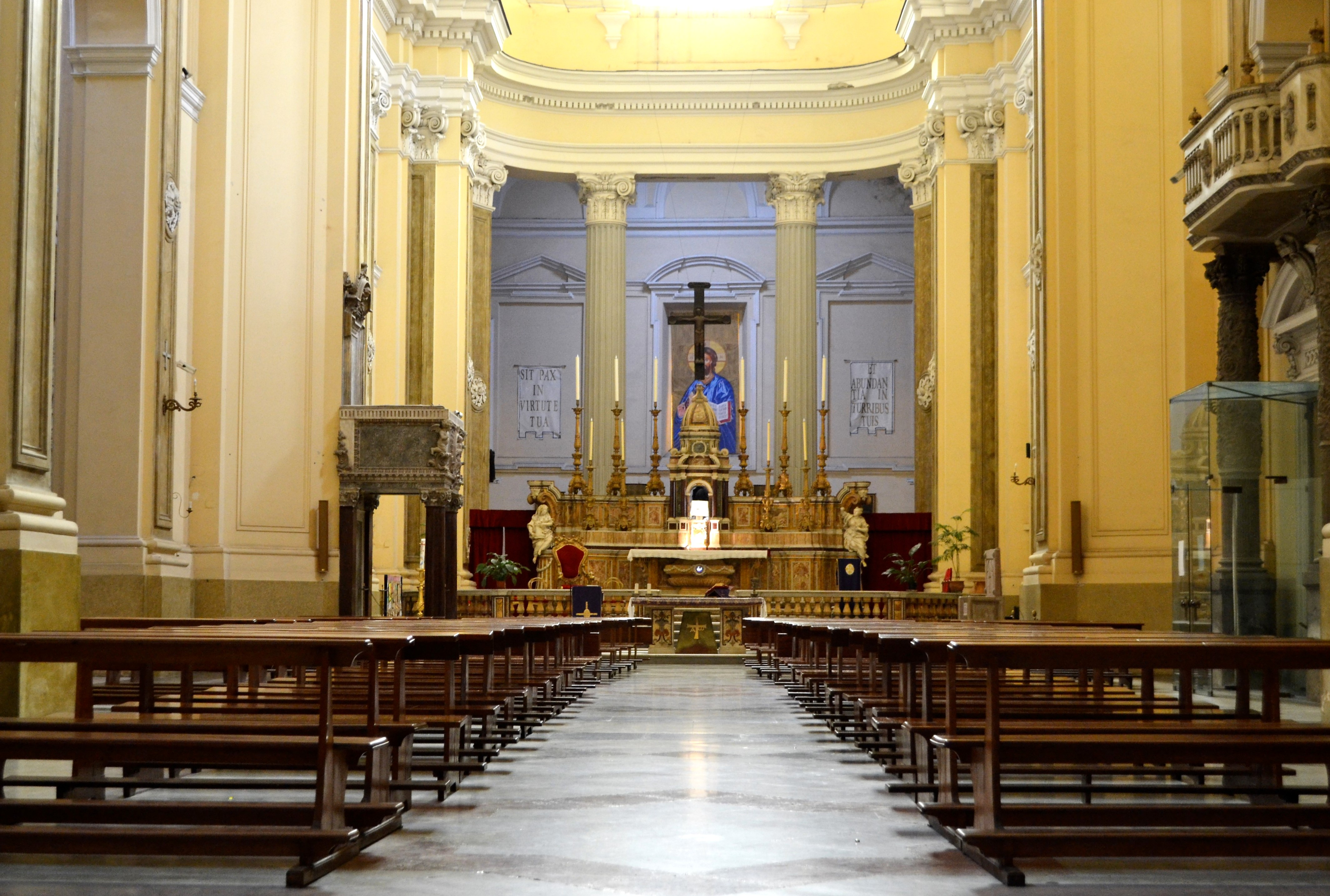
中殿

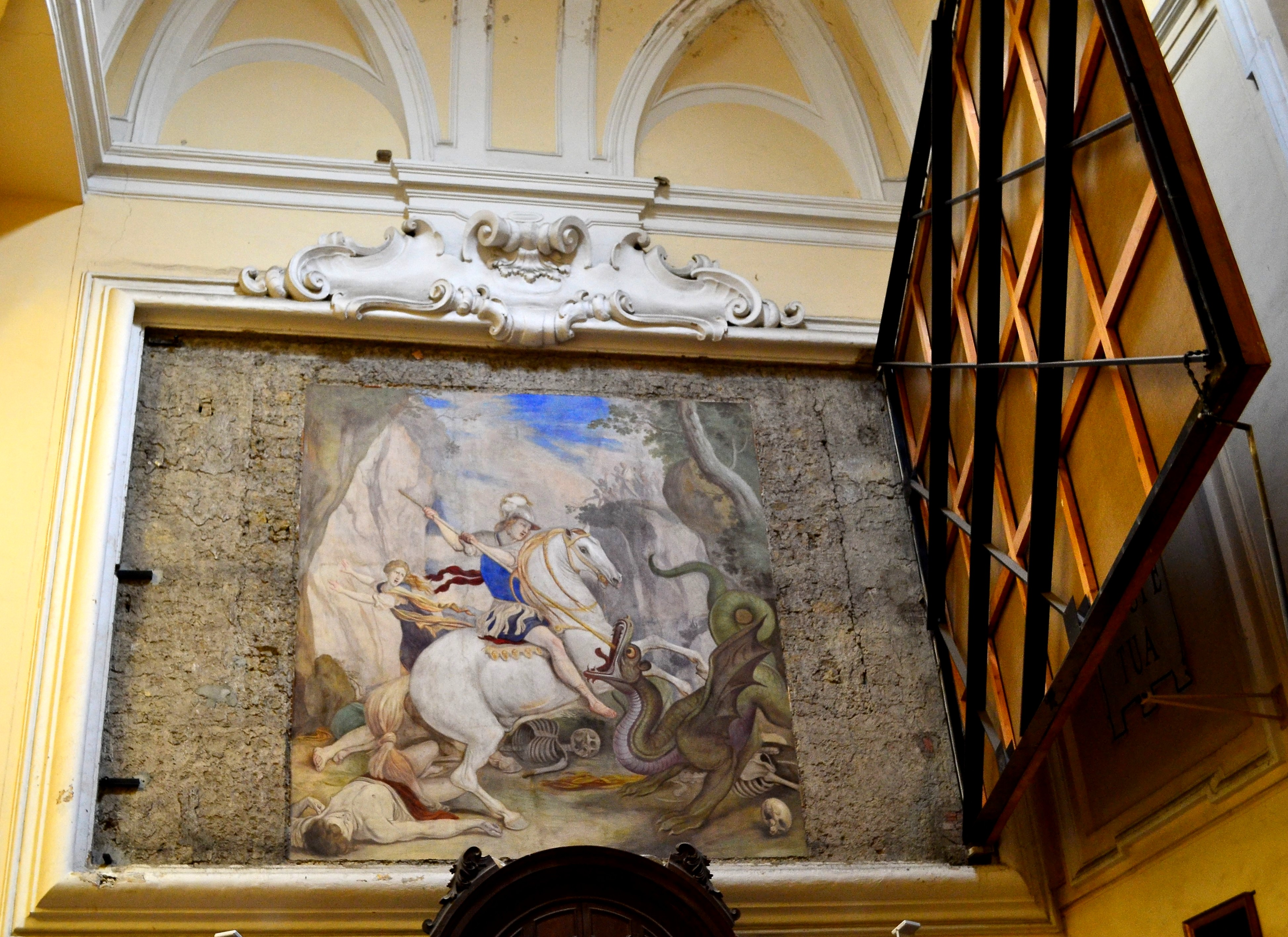
湿壁画

该处的一座教堂建于4世纪，最初供奉那不勒斯主教圣塞维鲁。目前的名称可追溯到9世纪，纪念一位在对抗伦巴底人的战斗中殉难的战士。1640年，一场大火烧毁了教堂的一部分，重建按照科西莫·范扎戈（Cosimo Fanzago）的设计,他将教堂改换了方向。现在的教堂入口是原始教堂的后殿。1694年后，在地震后重建。科西莫·范扎戈从附近的十字架天使圣玛利亚堂（Santa Maria degli Angeli alle Croci）移来一些花岗岩柱子。在18世纪，那不勒斯拓宽街道时，该堂中殿右侧也被拆除，以拓宽主教座堂街。教堂的横门附近是该堂创始人圣塞维鲁的大理石座位。在正祭台的左边是一幅弗朗切斯科·索利梅纳的湿壁画。该堂还收藏了一幅拜占庭风格的画作、13世纪的木制十字架,以及圣塞维鲁的圣髑。教堂内有卡米洛·莱昂蒂和弗朗切斯科·佩雷西的油画。
40°50′59″N 14°15′38″E / 40.849670°N 14.260630°E